# Marielle Hall
Marielle Hall (* 28. Januar 1992 in Philadelphia) ist eine US-amerikanische Leichtathletin, die sich auf den Langstreckenlauf spezialisiert hat.

## Sportliche Laufbahn
Erste Erfahrungen bei internationalen Meisterschaften sammelte Marielle Hall im Jahr 2009, als sie bei den Jugendweltmeisterschaften in Brixen mit 2:08,94 min im Halbfinale im 800-Meter-Lauf ausschied. Von 2010 bis 2014 besuchte sie die University of Texas at Austin und wurde 2014 NCAA-Meisterin im 5000-Meter-Lauf. 2015 qualifizierte sie sich über diese Distanz für die Weltmeisterschaften in Peking und verpasste dort mit 16:06,60 min den Finaleinzug. Im Jahr darauf nahm sie im 10.000-Meter-Lauf an den Olympischen Sommerspielen in Rio de Janeiro teil und klassierte sich dort mit 32:39,32 min auf dem 33. Platz. 2018 siegte sie in 33:27,19 min über 10.000 m bei den NACAC-Meisterschaften in Toronto und erhielt damit ein Freilos für die Weltmeisterschaften 2019 in Doha, bei denen sie mit 31:05,71 min den achten Platz belegte. Zuvor erreichte sie bei den Crosslauf-Weltmeisterschaften in Aarhus mit 40:12 min Rang 58.

## Persönliche Bestleistungen
- 3000 Meter: 8:48,72 min, 10. Juli 2020 in Portland
  - 3000 Meter (Halle): 8:40,20 min, 3. Februar 2018 in Boston
- 5000 Meter: 15:02,27 min, 9. Juli 2019 in Azusa
  - 5000 Meter (Halle): 15:06,05 min, 20. Februar 2016 in New York City
- 10.000 Meter: 31:05,71 min, 28. September 2019 in Doha